# Jean-Claude Labrecque
Jean-Claude Labrecque (Québec, 1938. június 19. – Montréal, 2019. május 31.) kanadai operatőr, filmrendező.

## Filmjei

### Játékfilmek
- Les Smattes (1972)
- Les vautours (1975)
- L'Affaire Coffin (1979)
- Les Années de rêves (1983)
- Aéroport: Court-circuit (1984, tv-film)
- Le Frère André (1987)
- Bonjour Monsieur Gauguin (1988)

### Dokumentumfilmek
- Lewis Mumford on the City, Part 6: The City and the Future (1963, rövidfilm, társrendező)
- 60 Cycles (1965, rövidfilm)
- Intermède (1966, rövidfilm)
- La visite du général de Gaulle au Québec (1967, rövidfilm)
- La vie (1968, rövidfilm társrendező Jean-Louis Frund)
- La guerre des pianos (1969, rövidfilm, társrendező Jean Dansereau)
- Hiver en froid mineur (1969, rövidfilm)
- Les canots de glace (1969, rövidfilm)
- Essai à la mille (1970, rövidfilm)
- La nuit de la poésie 27 mars 1970 (1970, társrendező Jean-Pierre Masse)
- Canada the Land (1971, rövidfilm, társrendező Rex Tasker)
- Images de la Gaspésie (1972, rövidfilm)
- Hochelaga (1972, rövidfilm)
- Université du Québec (1972, rövidfilm)
- Les notes de la vie (1973, rövidfilm)
- L'entreprise de toute une vie (1973, a Relation Pedagogique című epizód, társrendező Jacques Gagné)
- Claude Gauvreau – poète (1974, rövidfilm)
- Québec fête juin '75 (1976, társrendező Claude Jutra)
- On s'pratique... c'est pour les Olympiques (1976, rövidfilm)
- Jeux de la XXIe Olympiade (1977, társrendező Jean Beaudin, Marcel Carrière és Georges Dufaux)
- Claude Gauvreau (1977, rövidfilm)
- Gaston Miron (1977, rövidfilm)
- Gatien Lapointe (1977, rövidfilm)
- Jean-Guy Pilon (1977, rövidfilm)
- Michèle Lalonde (1977, rövidfilm)
- Nicole Brossard (1977, rövidfilm társrendező Jean-Pierre Masse)
- Paul Chamberland (1977, rövidfilm társrendező Jean-Pierre Masse)
- Suzanne Paradis (1977, rövidfilm)
- Yves Préfontaine (1977, rövidfilm társrendező Jean-Pierre Masse)
- Panneau réclame (1977, rövidfilm társrendező Jean-Pierre Masse)
- ...26 fois de suite! (1978, rövidfilm)
- Les montagnais (1979, rövidfilm)
- Le dernier des coureurs des bois (1979, rövidfilm)
- La nuit de la poésie 28 mars 1980 (1980, társrendező Jean-Pierre Masse)
- Paroles du Québec (1980)
- Marie Uguay (1982, rövidfilm)
- Les amis de la cinématheque (1988)
- L'histoire des trois (1990)
- La nuit de la poésie 15 mars 1991 (1991, társrendező Jean-Pierre Masse)
- 67 bis, boulevard Lannes (1991, rövidfilm)
- André Mathieu, musicien (1993)
- Le sorcier (1994, tv-dokumentumsorozat)
- Parents malgré tout (1996, tv-dokumentumsorozat)
- Le roman de l'homme (1997, tv-dokumentumsorozat)
- L'aventure des compagnons de St-Laurent (1997)
- Nos récits de voyage (1997, rövidfilm)
- Portager le rêve (1998, rövidfilm, társrendező André Gladu)
- Anticosti - Au temps des Menier (1999, rövidfilm)
- Le RIN (2002)
- Un théâtre dans la cité: Le TNM (2002, rövidfilm, társrendező Yves Desgagnés)
- À hauteur d'homme (2003)
- Le grand dérangement de Saint-Paulin Dalibaire (2004, rövidfilm)
- Le chemin d'eau de la Basse-Côte-Nord (2005)
- Infiniment Québec (2008, rövidfilm)
- Félix (2008, rövidfilm)